# Marek Michalski
Marek Krzysztof Michalski (ur. 1966) – polski prawnik, profesor nauk prawnych, profesor Uniwersytetu Kardynała Stefana Wyszyńskiego, dziekan Wydziału Prawa i Administracji UKSW, specjalista z zakresu prawa gospodarczego i handlowego oraz prawa papierów wartościowych i rynku kapitałowego.

## Życiorys
Jest absolwentem studiów prawniczych na Wydziale Prawa i Administracji Uniwersytetu Jagiellońskiego. Podjął studia doktoranckie, uzyskując na UJ w 1996 stopień naukowy doktora nauk prawnych na podstawie rozprawy pt. System prawnej reglamentacji publicznego wtórnego obrotu papierami wartościowymi. W 2005 uzyskał stopień doktora habilitowanego nauk prawnych. 19 lutego 2014 prezydent Bronisław Komorowski nadał mu tytuł naukowy profesora nauk prawnych.
Pracował jako ekspert ds. funduszy otwartych. Uczestniczył w kolegium redakcyjnym Przeglądu Ustawodawstwa Gospodarczego, wielokrotny ekspert Biura Studiów i Ekspertyz Sejmu RP. Od 2017 roku arbiter stały Sądu Polubownego przy Prokuratorii Generalnej Rzeczypospolitej Polskiej. Członek Komitetu ds. rozwiązań legislacyjnych Sektorowej Rady ds. Kompetencji Telekomunikacja i Cyberbezpieczeństwo. Został członkiem Rady Naukowej kwartalnika „Prawo i Więź”.
W latach 1996–2000 pełnił funkcję dyrektora Biura Prawnego Krajowego Depozytu Papierów Wartościowych SA. Następnie do 2001 doradzał Ministrowi Skarbu ws. ustawy reprywatyzacyjnej. W latach 2006–2008 był członkiem Rady Nadzorczej Giełdy Papierów Wartościowych w Warszawie.
Od 2004 jest sędzią Sądu Polubownego przy Krajowym Depozycie Papierów Wartościowych SA, Sądu Arbitrażowego przy Konfederacji Lewiatan. W latach 2009–2017 członek rady nadzorczej Alior Banku oraz w 2015 Meritum Banku ICB. W 2011 został powołany do zespołu problemowego Komisji Kodyfikacyjnej Prawa Cywilnego do spraw prawa spółek. Of counsel warszawskiej kancelarii prawniczej Gessel, Koziorowski. Od stycznia 2021 jest członkiem Komisji Dyscyplinarnej ds. nauczycieli akademickich przy Radzie Głównej Nauki i Szkolnictwa Wyższego na kadencję 2021–2024.